# Jimmy Janssens
Jimmy Janssens (* 30. Mai 1989 in Herentals) ist ein belgischer Radrennfahrer.

## Sportlicher Werdegang
Janssens, der zum Saisonende 2010 als Stagiare fuhr, erzielte 2012 als Zweiter des Flèche Ardennaise sein erstes bedeutendes internationales Ergebnis. Zur Saison 2013 schloss er sich dem UCI Continental Team 3M an, für das er bis 2016 vordere Platzierungen in kleineren internationalen Wettbewerben erzielte. 2017 wechselte er für zwei Jahre zur Mannschaft Cibel-Cebon und wurde 2018 jeweils Dritter in der Gesamtwertung der Tour de Taiwan und der Volta Limburg Classic, einem Eintagesrennen der ersten UCI-Kategorie.
Anschließend erhielt Janssens einen Vertrag beim damaligen UCI Professional Continental Team Corendon-Circus, dem späteren UCI WorldTeam Alpecin-Deceuninck. In seinem ersten Jahr bei dieser Mannschaft wurde er Zweiter des Memorial Rik Van Steenbergen. Er bestritt mit dem Giro d’Italia 2021 seine erste Grand Tour, die er als 65. der Gesamtwertung beendete. Bei seiner zweiten Grand Tour der Vuelta a España 2022 gelang ihm ein vierter Etappenplatz.

## Grand Tour-Platzierungen
| Grand Tour            | 2021 | 2022 | 2023 | 2024 |
| --------------------- | ---- | ---- | ---- | ---- |
| Giro d’ItaliaGiro     | 65   | –    | –    | 84   |
| Tour de FranceTour    | –    | –    | –    | –    |
| Vuelta a EspañaVuelta | –    | 107  | 112  | –    |